# أولغا يوناسون
أولغا يوناسون (بالإنجليزية: Olga Jonasson)‏ هي طبيبة أمريكية، ولدت في 12 أغسطس 1934 في بيوريا في الولايات المتحدة، وتوفيت في 30 أغسطس 2006.